# نيكولاس بينديتي
نيكولاس بينديتي (بالإسبانية: Nicolás Benedetti)‏ هو لاعب كرة قدم كولومبي، ولد في 25 أبريل 1997 في كالي في كولومبيا. لعب مع نادي أمريكا.

## وصلات خارجية
- نيكولاس بينديتي على موقع قاعدة بيانات كرة القدم.إي يو (الإنجليزية)
- نيكولاس بينديتي على موقع Soccerway.com (الإنجليزية)
- نيكولاس بينديتي على موقع AS.com (الإسبانية)